# Утилитаризам
Утилитаризам (латински utilis, енглески utility – корист, корисност) је етичка теорија која тврди да је најбоља акција она која максимизира корисност. „Корисност” се дефинише на различите начине, обично у смислу благостања чулних ентитета. Џереми Бентам, оснивач утилитаризма, описао је корисност као збир свих задовољстава који су резултат акције, минус патња било кога укљученог у акцију. Утилитаризам је једна верзија консеквенцијализма, који тврди да су последице било које акције једина норма исправног и погрешног. За разлику од других облика консеквенцијализма, као што је егоизам, утилитаризам разматра интересе свих бића једнако.
Утилитаризам у нормативној етици, је традиција која потиче из идеја касног 18. и 19. векa, енглеских филозофа и економиста Џеремија Бентама и Џона Стјуарта Мила, по којима је једна акција исправна ако служи достизању среће, а погрешна, ако изазове супротан ефекат од среће, али не само среће онога ко изводи акцију, него и свих оних које на било који начин та акција дотиче. Утилитаризам је у супротности са егоизмом, по којем појединац треба да ставља свој интерес на прво место, чак и на уштрб интереса осталих појединаца. Такође је у супротности са једном етичком теоријом, деонтологијом, која разврстава акције на исправне или неисправне, без обзира на њихове последице.
Заговорници утилитаризма се међусобно не слажу по бројним тачака, тако да постоје различите верзије утилитаризма. „Утилитаризам поступака” тврди да сваки поједини поступак треба вредновати по последицама до којих доводи, док „утилитаризам правила” тврди да су правила оно што треба вредновати по последицама до којих доводи њихово придржавање. Постоји и неслагање у погледу тога да ли треба максимизирати укупну (тотални утилитаризам) или просечну (просечни утилитаризам) корисност.

## Срећа као нешто чему се тежи
Теоретичари утилитаризма сматрају да је лако дефинисати оно чему људи највише теже и шта највише вреднују; то је, једноставно – срећа. Све остало су само различити начини испољавања среће, или њени разни деривати, док је сама срећа оно што највише вреднујемо. Сходно томе, патња или бол јесте оно што покушавамо да избегнемо. Ако свако појединачно тежи срећи, онда је најсрећније оно друштво у којем највећи број људи заиста и достигне срећу. Утилитаристички је мото, тј. идеја водиља: највећа могућа срећа за највећи могући број људи. Како, међутим, одлучити која ће нам активност, тј. какво понашање, донети највећу могућу срећу? И ту утилитаризам тврди да постоји одговор, у виду рачуна среће.

## Рачун среће
Британски филозоф Џереми Бентам, оснивач утилитаризма, сматрао је да је срећу могуће измерити, тј. квантификовати – срећа је за њега објективна чињеница која може да се објасни и чији аспекти могу да се поброје и провере. С обзиром на то да је срећа циљ, а да је корисно или исправно оно што увећава срећу, рачун среће ће бити кључ по којем можемо да одлучимо која би активност могла да донесе највише среће. Самим тим, оно што доноси највише среће јесте морално исправно понашање. Рачун среће, дакле, јесте начин да проверимо која је од могућих активности моралнија. Овај рачун можемо да користимо, сматра Бентам, када бирамо између макар две опције понашања. Рачун садржи седам аспеката, односно карактеристика среће:
1. интензитет – бољи је онај поступак или понашање које доводи до интензивнијег осећаја среће;
2. трајање – понашање које доводи до среће која дуже траје корисније је од понашања које доноси краткотрајну срећу;
3. извесност – ако за један поступак сматрамо да ће са сигурношћу од 50% донети срећу, онда је тај поступак бољи од оног за који мислимо да је 10% извесно да ће донети срећу;
4. блискост – поступак који брже доноси срећу бољи је од поступка који ће срећу донети касније;
5. плодност – понашање које ће чешће донети срећу, или које ће отворити простор за уживање у другим задовољствима, боље је од понашања које само једном и на само један начин доноси задовољство;
6. чистоћа – одређује колико је срећа слободна од патње или бола: од два поступка који доносе једнаку срећу бољи је онај који уједно доноси и мање бола од другог поступка;
7. опсег – коначно, у складу са основном максимом утилитаризма (највећа могућа срећа највећег могућег броја људи), опсег дефинише број људи који ће доживети срећу због нашег поступка – бољи је поступак који усрећи више људи.

Често је врло тешко тачно проценити количину среће до које доводи неки поједини поступак. Стога критичари утилитаризма одбацују рачун среће као нешто што је толико компликовано да је напросто неупотребљиво у свакодневном животу. Чак и када би било могуће пронаћи, уврстити и израчунати тачне вредности, то би толико дуго трајало да никада не бисмо стигли на време донети исправну одлуку. На овом приговору поготово инсистирају заступници деонтичке етике – који сматрају да треба поступати по правилима. Исто тако, велику му тежину придају и "утилитаристи правила" када аргументују против "утилитариста поступака". Приговор не показује да је рачун среће нешто што је у принципу немогуће, он само показује да га је де факто тешко у потпуности провести. Стога се рачун среће може схватити као оквирно упутство за етичко вредновање.

## Утилитаризам и егоизам
Утилитаризам је у суштини неегоистичан, чак анти-егоистичан, што је вредност коју многи други етички системи немају у тој мери. Утилитаризам је неегоистичан зато што не узима у обзир моју или твоју срећу – већ једино укупну срећу. Ако ће један поступак увећати и твоју и моју срећу за 3 јединице, а други поступак само твоју за 10 јединица – ја бих као утилитариста морао да се сложим да је тај други поступак бољи!

## Џон Стјуарт Мил и модификација утилитаризма
Мил је био следбеник, али и критичар Бентамових ставова. Сматрао је да морамо да имамо у виду да срећа (или задовољство), сведена на бројеве које добијемо у рачуну среће, представља само квантитет, али да нам је за вредновање поступка потребан и појам квалитета. Другим речима, није свако задовољство једнако (чак и ако рачун среће понуди исте бројеве на крају) – неке врсте задовољства су достојније човека, а неке нису. На пример, ако мислимо да је свиња срећна, да ли бисмо радије били свиња или човек? Мил јасно каже: „Боље бити незадовољан човек, него задовољна свиња“, и чак: „Боље бити незадовољни Сократ, него задовољни глупан“. Дакле, рационална задовољства су вреднија од пуких хедонистичких. Такође, потребно је да имамо у виду да је људска слобода вредност коју морамо да одржимо, чак и ако стане на пут нашој срећи (као у примеру са жртвовањем недужног човека) – али тиме Мил иде даље од Бентама и од основних постулата утилитаризма, који наглашавају једино последице или консеквенце поступка.

## Утилитаризам и последице
Утилитаризам је консеквенцијалистички приступ – мерило моралне вредности поступка јесу једино последице које изазове. Насупрот етици врлине (најчешће заступане у филозофијама античке Грчке), која наглашава значај карактера и карактеристика особе (и њених врлина) када процењујемо моралност поступка, утилитаризам уопште не пита за врлину или мотив. Готово у складу са изреком да је пут до пакла поплочан добрим намерама, утилитаристи сматрају да и најбољи или најчистији мотиви могу да доведу до лоших последица (односно да умање задовољство или срећу других), те одлучују да је вредност понашања, тј. морална вредност понашања – у последицама. Ако су последице добре, чин је морално оправдан.